# ГлобалМані
GlobalMoney (ГлобалМані) — міжнародна платіжна система України та фінансова компанія з ліцензію на переказ коштів на території України. Компанію засновано 2009 року. До липня 2021 компанія була оператором електронних грошей «Глобалмані». Власниками компанії є Карпов Володимир Миколайович та Тверітін Костянтин Юрійович.

## Опис
Для фізичних осіб розроблено електронний гаманець для грошових переказів та оплати поточних рахунків за більш ніж 1700 послуг. Також можна здійснювати переказ та виведення коштів, сплачувати за товари в інтернет-магазинах. Електронні гаманці фізичних до 2020 року не передбачали здійснення ідентифікації та верифікації користувачів. Реєстрація гаманця проводилась через номер мобільного чи електронну пошту.
За підсумками 2021 року учасниками міжнародної платіжних системи «Глобалмані» є 23 учасники, 3 з яких є банками[джерело?].
Платіжна система працює на основі проектів з безпеки мережевого інтегратора NetWave, система пройшла сертифікацію на відповідність міжнародним стандартам якості та безпеки[джерело?].
Українська Асоціація платіжних систем UAPS повідомила про виключення ТОВ «Глобалмані» зі списку своїх учасників за негативну репутацію платіжної системи GlobalMoney.
1 липня 2021 «Банк Альянс» припинив співпрацю з GlobalMoney, до цього банк був емітентом електронних грошей для GlobalMoney.
Національний банк України застосував до ТОВ «Глобалмані» санкції:
- за порушення вимог законодавства України з питань діяльності платіжних систем та переказу коштів 06.03.2017 заходу впливу у вигляді письмового застереження;
- за порушення вимог законодавства з питань запобігання та протидії легалізації (відмиванню) доходів, одержаних злочинним шляхом, фінансуванню тероризму та фінансуванню розповсюдження зброї масового знищення 27.01.2020 штрафної санкції у розмірі 34 000,00 грн та 10.09.2021 — заходу впливу у вигляді накладення штрафу у розмірі 306 000,00 грн.

У вересні 2021 року ПриватБанк припинив співпрацю з компанією через використання його послуг у сфері нелегальних азартних ігор.

## Контроверсійності
Щонайменше 2015 року за даними видання Дзеркало тижня на окупованій терористами з т. зв. «ЛНР» та «ДНР» українській території діяла мережа терміналів Globalmoney. Нардеп VIII скл. Максим Поляков та МДО «Депутатський контроль» провели власне розслідування, з'ясувавши, що при поповненні номера МТС російськими рублями в Макіївці на рахунок оператора зараховуються гривні, а платіж приходить від Globalmoney. При цьому компанія зверталася до ГПУ за захистом своїх інтересів та заявляла про зловживання службовим становищем Максимом Поляковим, який в 2017 році був арештований за підозрою в хабарництві, а згодом звільнений під заставу.
Врешті 19.07.2018 55 % компанії придбав Карпов В. М., а згодом збільшив свою частку до 65 %.
До 25 серпня 2021 року головний офіс Globalmoney нібито знаходився у БЦ «Ренесанс», який належить бізнес-партнеру проросійського олігарха Валерія Хорошковського — Вадиму Григор'єву. Договір про оренду було нібито припинено після того, як ветерани з ГО «Вибачте, що живі» 19 серпня 2021 року провели пікет біля бізнес-центру.
Проте за офіційними даними компанія ніколи не знаходилася за вказаною адресою. 20 серпня ветерани прийшли під будівлі СБУ та РНБО з вимогою розслідування фактів можливої співпраці Globalmoney з незаконними фінансовими установами в ОРДЛО та російськими банками. До запровадження Україною санкцій, Globalmoney співпрацювала з російським державним банком ВТБ.
Фінустанова «Первый коммерческий центр» так званої «ЛНР» заявила про можливість зняття грошей з гаманців Global24 в окупованому Луганську, хоча Цю інформацію також розповсюдили інші ЗМІ, а згодом спростували, а «першоджерело [Архівовано 17 серпня 2021 у Wayback Machine.]» недоступне.
Компанія неодноразово робила заяви про недобросовісну конкуренцію та зверталася за захистом своїх інтересів до АМКУ. При цьому було накладено штраф на компанію-конкурента за «поширення неправдивих, неточних відомостей».
Також у грудні 2020 року щодо Globalmoney та АТ «Банк Альянс» за інформацією ЗМІ нібито проводились слідчі дії у змові з метою ухилення від сплати податків за допомогою використання електронних гаманців. У жовтні 2020 го суд зобов'язав цей банк розкрити рух коштів по рахунку Globalmoney та накласти арешт на кошти на рахунках компанії, пізніше ця інформація у ЗМІ також була спростована.
Так само було спростовано інші публікації самими виданнями, а на сьогодні за посиланнями знаходяться спростування.